# Cukilan
Cukilan is een bestuurslaag in het regentschap Semarang van de provincie Midden-Java, Indonesië. Cukilan telt 4611 inwoners (volkstelling 2010).